# Mill Hall
Mill Hill es un borough ubicado en el condado de Clinton en el estado estadounidense de Pensilvania. En el año 2000 tenía una población de 1,568 habitantes y una densidad poblacional de 599 personas por km².

## Geografía
Mill Hill se encuentra ubicado en las coordenadas 41°6′23″N 77°29′16″O / 41.10639, -77.48778.

## Demografía
Según la Oficina del Censo en 2000 los ingresos medios por hogar en la localidad eran de $31,083 y los ingresos medios por familia eran $36,250. Los hombres tenían unos ingresos medios de $27,283 frente a los $18,800 para las mujeres. La renta per cápita para la localidad era de $16,593. Alrededor del 10.18% de la población estaba por debajo del umbral de pobreza.